# Gymnasium im Schloss (Wolfenbüttel)

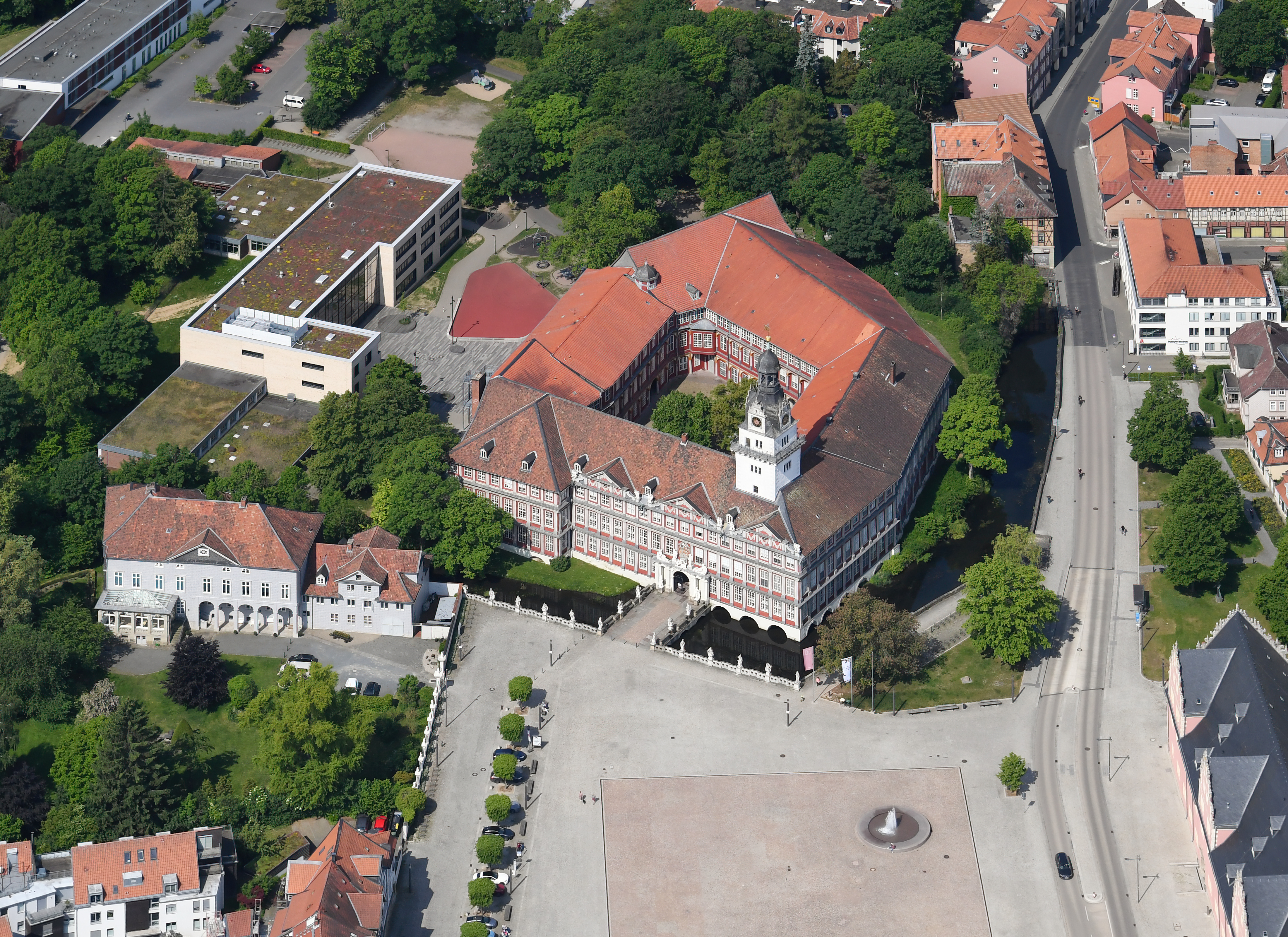
Luftbild vom Schloss

Das Gymnasium im Schloss ist eines von drei Gymnasien in der niedersächsischen Stadt Wolfenbüttel. Der Name der Schule bezieht sich auf den Unterbringungsort der Unterrichtsräume im Schloss Wolfenbüttel.

## Geschichte
Die Anfänge des Gymnasiums im Schloss gehen zurück auf die 1866 gegründeten „Schloßanstalten“ als reine Mädchenschule. Was mit einem kleinen Kindergarten in den ehemals herzoglichen Räumlichkeiten des Residenzschlosses anfing, entwickelte sich in den darauffolgenden Jahren zu einer Mädchenschule und noch später zu einem Lehrerinnenseminar. Anna Vorwerk konnte mit ihren neugegründeten Bildungseinrichtungen für Mädchen und Lehrerinnen die Räume des Schlosses Wolfenbüttel nutzen, weil der gesamte Hofstaat 1753/54 nach Braunschweig verlegt wurde. Ende des 19. Jahrhunderts verfügten die Schloßanstalten über einen Kindergarten, eine Schule für höhere Töchter, ein Internat für auswärtige Schülerinnen, ein Lehrerinnenseminar und sogar ein „Feierabendhaus“ für pensionierte Lehrerinnen.
Die Schülerinnen kamen anfangs aus Wolfenbüttel und Braunschweig, in den Folgejahren kamen weitere aus Hannover und anderen preußischen Provinzen hinzu.  Die „Schloßanstalten“ strahlten weit über das provinzielle Wolfenbüttel hinaus. Daher meldeten sich später sogar Schülerinnen aus ganz Deutschland und dem europäischen Ausland an.
Nach dem Tod der Gründerin und Förderin Anna Vorwerk am 18. November 1900 wurden die Anstalten 1902 in eine Stiftung umgewandelt. Im Ersten Weltkrieg waren die männlichen Lehrkräfte zumeist an die Front abberufen. 1913 wurde im Schloss neben dem vorhandenen privaten Lyzeum eine Mittelschule für Mädchen eingerichtet. Seitens der Braunschweigischen Staatsregierung bestand kein Interesse, Lyzeum und Oberlyzeum weiterzuführen, daher sprang die Stadt Wolfenbüttel als neue Schulträgerin ein. Fortan hießen die Schloßanstalten Anna-Vorwerk-Oberschule.
Im Jahr 1969 wurde die Koedukation eingeführt. Seit 1970 heißt die Schule Gymnasium im Schloß bzw. heute Gymnasium im Schloss, da nicht die für Frauenbildung bekannte Anna Vorwerk Namenspatronin einer koedukativen Schule sein sollte.

## Gebäude, Ausstattung
Das Schloss Wolfenbüttel in Wolfenbüttel ist das zweitgrößte erhaltene Schloss in Niedersachsen. Die ausgedehnte Vierflügelanlage des ursprünglichen Wasserschlosses diente den Herzögen von Braunschweig-Lüneburg zwischen den Jahren 1283 und 1754 als Wolfenbütteler Residenz. Durch Angriffe und Belagerungen wurde das Schloss mehrmals zerstört. Das Aussehen des Schlosses änderte sich aufgrund zahlreicher Um- und Anbauten mehrmals. Das Gebäude war Schauplatz im 2011 erschienenen Film „Der ganz große Traum“.
Aus Platzgründen wurde im Jahr 2012 ein Neubau auf dem Gelände errichtet, der Ende 2013 fertiggestellt worden ist. Dort findet man neben Klassenräumen auch eine Mensa, Chemie-, Physik-, Biologie- und Musikräume. Der Neubau, aufgrund der spiegelnden Glasfront auch „Spiegelschloß“ genannt, ist mit neuester Technologie ausgestattet.
Neben dem Lehrerzimmer und den Klassenräumen existieren noch eine Zweifelder-Turnhalle, mehrere Kunsträume, drei Musiksäle, ein Tonkeller und zwei Computerräume.

## Fremdsprachenunterricht
An der Schule wird als erste Fremdsprache ab Klassenstufe fünf Englisch und als zweite ab Klassenstufe sechs Französisch oder Latein angeboten. In der 10. Klasse kann man dann noch eine dritte Fremdsprache hinzu wählen.

## EDV-Ausstattung
Viele Computer der Schule haben Internet- (DSL) und Intranetzugang. Weiterhin gibt es Datenprojektoren (Mimioboards in fast allen Räumen), mobile PC-Stationen und Drucker. Seit 2020 werden auch Promethean-Boards (interaktive Whiteboards) eingesetzt.

## Bekannte ehemalige Angehörige der Schule
- Jan Philipp Albrecht (* 1982), Politiker (Grüne)
- Sandra Donner (* 1969), Historikerin und Museumsleiterin
- Björn Försterling (* 1982), Politiker (FDP)
- Axel Linke (* 1966), Politiker (CDU), Bürgermeister von Warendorf
- Maina-Miriam Munsky (1943–1999), Malerin
- Frank Oesterhelweg (* 1961), Politiker (CDU)
- Victor Perli (* 1982), Politiker (Die Linke)
- Karl Schaper (1920–2008), Künstler, langjähriger Kunsterzieher am GiS
- Werner Schrader (1895–1944), Lehrer am GiS (1921–1933 und 1935/1936), Offizier und Widerstandskämpfer des 20. Juli 1944
- Britta Siebert (* 1975), Politikerin (CDU)
- Lotte Strauss (1913–2020), Emigrantin
- Mechthild Wiswe (1938–2017), Historikerin, Volkskundlerin und Autorin

## Auszeichnungen
- 2008–2010 Umweltschule in Europa sowie Internationale Agenda21-Schule[4]
- 2011 – Schule ohne Rassismus, Schule mit Courage
- 2018 – Fairtrade-School[5]